# Alsunga
Alsunga – wieś na Łotwie, w krainie Kurlandia, w novadsie Kuldyga. W latach 2009–2021 stolica novadsu Alsunga. Według danych na rok 2005, miejscowość zamieszkiwało 1000 osób, według danych na rok 2015, miejscowość zamieszkiwało 789 osób.
Jest centrum kultury Suitów.